# إيليس (فلم)
إيليس (بالفرنسية: Elles) وهو فلم أوروبي من تأليف وإخراج المخرجة البولندية مالغورزاتا زوموفسكا في سنة 2011، والفلم يتحدث عن قصة آن (جولييت بينوش) تعمل صحفية في باريس في مجلة إل ، حيث تختص بكتابة مواضيع عن الدعارة عند الطلاب، فتتعرف بطالبتين عن هذا الموضوع وهن أليسيا (جوانا كوليغ) وطالبة جائت من بولندا وهي شارلوت (أنايس ديموستيير).

## البطولة
- جولييت بينوش بدور آن
- جوانا كوليغ بدور أليسيا
- أنيه ديموستييه بدور شارلوت
- لويس دو دي ليسان بدور باتريك
- فرانسوا سيفيل بدور فلوران
- كريستينا جاندا بدور والدة أليسيا

## روابط خارجية
- إيليس على موقع IMDb (الإنجليزية)
- إيليس على موقع ميتاكريتيك (الإنجليزية)
- إيليس على موقع روتن توميتوز (الإنجليزية)
- إيليس على موقع نتفليكس (الإنجليزية)
- إيليس على موقع قاعدة بيانات الأفلام العربية
- إيليس على موقع ألو سيني (الفرنسية)
- إيليس على موقع Turner Classic Movies (الإنجليزية)
- إيليس على موقع أول موفي (الإنجليزية)
- إيليس على موقع بوكس أوفيس موجو (الإنجليزية)
- إيليس على موقع فيلمافينيتي (الإسبانية)